# Ivan Stevanović (Handballspieler)
Ivan Stevanović (* 18. Mai 1982 in Rijeka, SR Kroatien, SFR Jugoslawien) ist ein kroatischer Handballspieler, der beim polnischen Verein Wisła Płock spielt.

## Karriere
Ivan Stevanović spielte in seinem Heimatort bei Zamet Rijeka, mit dem er in den Spielzeiten 2000/01 und 2001/02 am Europapokal der Pokalsieger sowie 2002/03 am EHF-Pokal teilnahm. Später stand der 1,93 Meter große Torhüter beim RK Poreč zwischen den Pfosten. 2012 wechselte er zum RK Zagreb, mit dem er 2013, 2014, 2015 und 2016 die Meisterschaft und den Pokal gewann. Mit Zagreb nahm Stevanović an der EHF Champions League 2012/13, 2013/14 und 2014/15 teil. Im Februar 2015 unterschrieb er einen ab der Saison 2015/16 gültigen Vertrag beim deutschen Bundesligisten SG BBM Bietigheim, der noch vor Beginn auf Wunsch von Stevanović wieder aufgelöst wurde. Ab dem Sommer 2017 lief er für den Schweizer Verein Kadetten Schaffhausen auf. Mit Schaffhausen gewann er 2019 die Schweizer Meisterschaft. Anschließend wechselte er zum polnischen Erstligisten Wisła Płock.